# Aloe hardyi
Aloe hardyi är en grästrädsväxtart som beskrevs av Hugh Francis Glen. Aloe hardyi ingår i släktet Aloe och familjen grästrädsväxter. Inga underarter finns listade i Catalogue of Life.

## Bildgalleri

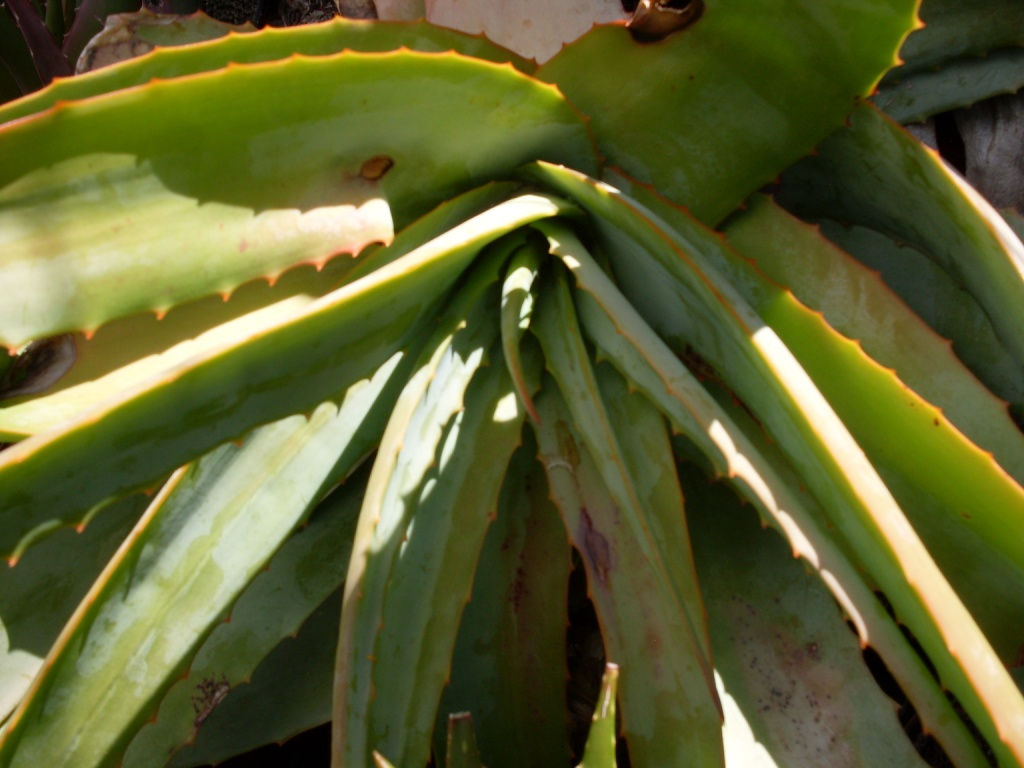